# Isla Grande do Gurupá
La Ilha Grande do Gurupá es una isla que se encuentra en el delta del río Amazonas del cual es la segunda más grande. Está situada en el estado de Pará, al oeste de la isla de Marajó, muy cerca de la confluencia de los ríos Amazonas y Xingú. La superficie total de esta isla es de 4864 km².